# Зиневцы
Зиневцы (бел. Зіняўцы) — деревня в Волковысском районе Гродненской области Беларуси. Входит в состав Шиловичского сельсовета.

## География
Деревня находится в юго-западной части Гродненской области, при автодороге Н-7655, на расстоянии приблизительно 10 километров (по прямой) к западо-северо-западу от города Волковыск, административного центра района. Абсолютная высота — 177 метров над уровнем моря. Площадь населённого пункта — 0,0593 км².

## История
По состоянию на 1905 год, в Женевцах проживало 60 человек. В административном отношении деревня входила в состав Шиловичской волости Волковысского уезда Гродненской губернии.
Согласно Рижскому мирному договору (1921), деревня вошла в состав Второй Польской республики. Входила в состав гмины Мстибув Волковысского повета Белостокского воеводства. В 1921 году числилось 74 жителя, проживавших в 11 домах. В этническом составе населения того периода поляки составляли 98,6 %. В конфессиональном составе населения преобладали католики (98,6 %).
С 1939 года в БССР.

## Население
По данным переписи 2019 года, постоянное население в деревне отсутствовало.
| Год  | Население, человек |
| ---- | ------------------ |
| 1905 | 60                 |
| 1921 | ↗ 74               |
| 2009 | ↘ 1                |
| 2019 | ↘ 0                |